# Рай и Ад (картина)
«Рай и Ад» (нидерл. Paradijs en hel) — диптих нидерландского художника Иеронима Босха.
Основан на триптихе «Воз сена». Был нарисован около 1510 года и сейчас находится в музее Прадо в Мадриде. Рай изображён темнее, чем в картине «Возе сена», что, возможно, представляет собой тьму первородного греха.

## Описание
Левая панель изображает Сотворение мира и Эдем. Он слабо разделён на части, начиная сверху и заканчивая снизу, в то время как правая панель не соответствует какой-либо последовательности событий. Левая панель, скорее всего, соответствует Книге Бытия. Она следует сверху вниз, а правая панель, возможно, соответствует Книге Откровения. В верхней части левой панели Бог восседает на небесном престоле, пока создаёт мир. Ангелы сбрасывают падших ангелов с небес. В то время как падшие ангелы падают с небес, они превращаются в насекомых. Спускаясь ниже, в следующей секции показана сцена, где Бог создал Еву и представляет её Адаму. В третьей секции Змей предлагает Адаму и Еве плод с Древа познания добра и зла, и Адам пытается достать его. В нижней части панели ангел изгоняет Адама и Еву из Эдема, тем самым показывая Падение человека, и им становится стыдно за свою наготу. На правой панели изображены последствия выбора Адама и Евы, в которых показано видение ада. На заднем плане видно горящее здание, а на переднем плане, кажется, несколько демонов строят крепость или замок. Слева внизу человека направляют к замку двое мутировавших животных. Прямо перед воротами изображён человек, едущий на корове и пронзённый мечом или копьём. В нижнем правом углу человек бежит, будучи атакованным демоническими существами, в то время как в нижнем левом углу человека пожирает большая рыба с человеческими ногами.